# Ricardo Gómez Campuzano
Ricardo Gómez Campuzano, pintor colombiano, nació en la ciudad de Bogotá el 25 de septiembre de 1891 y falleció en la misma ciudad el  12 de octubre de 1981.
Nació en Bogotá el 25 de septiembre de 1891 en el hogar de don Roberto Gómez Saiz y doña María de Jesús Campuzano, ambos de sangre antioqueña, de Marinilla y Río Negro respectivamente; descendiente directo de Don Antonio Nariño, precursor de la Independencia de Colombia. Fue bautizado el 30 de septiembre de 1891 con el nombre de Ricardo Fermín. Ocupó el segundo lugar entre sus hermanos; Alberto el mayor murió muy joven víctima de un accidente mientras limpiaba su escopeta de cacería; por orden de edad seguían José María, Enrique, María, Carolina y María Helena Gómez Campuzano.

## Inicios
Inició su formación escolar en el colegio de La Presentación. Allí la hermana Inelda lo orientó en sus primeros pasos por el campo de la pintura. Continuó sus estudios en el colegio, de donde fue expulsado debido a su inquietud. Sus padres lo internaron luego en el Seminario Conciliar de Bogotá. Los superiores no lo vieron muy contento; escasamente rendía con sus obligaciones escolares. Sus profesores indagaron para ver que le estaba ocurriendo al joven seminarista. Encontraron en sus cuadernos y libros de oraciones gran cantidad de bocetos y dibujos. El padre Superior dedujo que Ricardo carecía de vocación religiosa y que no era ese el sitio preciso para educarlo, razón por la cual fue devuelto a su casa paterna.
Doña María de Jesús, consciente del amor de Ricardo por la pintura, le instaló un estudio poniéndolo bajo la tutela del maestro don Ricardo Borrero (1874-1931) quien fuera un eminente paisajista de la época. Salían los dos al campo con su cajita de pintura, para tomar los apuntes en pequeñas tablas de madera o cartón y plasmar en ellas los breves momentos de luz que captaban en la Sabana de Bogotá: puestas de sol, montañas nubladas, ganados pastando, patios jardines, sauces, eucaliptos e inundaciones en la Sabana que fueron tan características en la región hasta hace unas pocas décadas.
En 1910, Don Andrés de Santamaría (1860-1945) pintor reconocido de la época, formado en Europa, preparó una exposición de pintura para celebrar el primer centenario de la Independencia Nacional. Convocó a todos los pintores colombianos unos ya consagrados en el arte y los otros apenas comenzando. Ricardo Gómez Campuzano participó con dos obras; La niña y el caballo y Sendero de Fusagasugá. Obtuvo entonces una mención de honor. En este mismo año, ingresó a la Escuela de Bellas Artes de Bogotá, estando entonces como director el Maestro Andrés de Santamaría. Fueron sus profesores, el director de la Escuela, Ricardo Acevedo Bernal, Ricardo Moros (1865-1942) Ricardo Borrero Álvarez (1874-1913), Roberto Páramo (1859-1939) y Francisco Antonio Cano( 1865-1935) Entre sus condiscípulos estaban Domingo Moreno Otero (1882-19 ), Eugenio Zerda, Miguel Díaz Vargas (1886-1926), Pedro A Quijano, Coroliano Leudo (1886- 195?), Eugenio Peña (1860-1944) y Marieta Botero. Conservó el primer premio de pintura de la Escuela, en 1911 y 1912. Luego de terminar sus estudios, el Congreso Nacional le otorgó una beca para perfeccionar sus estudios en Europa. 
En 1914, realizó una exposición con el maestro Pedro Quijano en el Pabellón de Bellas Artes en el parque de La Independencia. El 8 de septiembre de 1916 viajó a España para continuar sus estudios. Para entonces, contaba con 24 años. Llegó a Barcelona, luego se dirigió a Madrid en donde copió a los grandes maestros en el Museo del Prado. Regresó a Colombia un año después, impresionado con la pintura de los grandes Maestros y en especial con la de Joaquín Sorolla, gran pintor español impresionista y costumbrista, quien le dictó algunas clases de paisaje y Colorido. 
A su arribo a Bogotá, siguió trabajando intensamente. Pintó múltiples retratos de gran envergadura como el de su padre Don Roberto Gómez Saíz, La vieja, La niña española, El mendigo, Paz Flórez, muchos paisajes y bodegones. En noviembre de 1921, inauguró una exposición con veinte cuadros en el Círculo de Bellas artes en el Pabellón Central del Bosque, anexo al parque de la Independencia en una sala especial donde presentó el retrato de Paz Flórez, poetisa, sobrina de Julio Flórez y gran amiga del Maestro. 
Obtuvo una beca para estudiar en la Real Academia de Bellas Artes de San Fernando en Madrid, otorgada por Su Majestad Don Alfonso XIII de España. Viajó el 10 de septiembre de 1921. A su llegada se matriculó como estudiante de tiempo completo en San Fernando. Fueron sus maestros don Manuel Benedito, Julio Romero de Torres (ropaje), Cecilio Pla, Manuel Méndez y Domínguez, Moreno Carbonero y Simont. Como condiscípulos tuvo a sus compatriotas Roberto Pizano (1986-1929) y Domingo Moreno Otero. De nacionalidad española fueron sus compañeros Eugenio Hermoso, Eduardo Chicharro, Gisbert, Ruiz de Luna y Salvador Dalí a quien todos llamaban “El hombre anuncio”
Pintó muchas copias de los grandes maestros, como La maja desnuda y Doña Tadea de Arias, de Goya, El niño, de Murillo, La fragua de Vulcano (destruido), Judith y Holofernes y muchos más.
A partir del mes de julio de 1922, el gobierno colombiano le otorgó un desempeño en la Cancillería del Consulado General de Madrid hasta su regreso a Colombia. El 10 de junio de 1926 coronó sus estudios obteniendo su título profesional de la Escuela Especial de Pintura Escultura y Grabado.
Su trabajo final, titulado La maja (1927) es un compendio de todo lo aprendido en la Academia. La obra está trabajada en un ámbito cerrado de interior en el cual se encuentra al lado izquierdo, un bodegón en penumbra; la textura del cortinaje aterciopelado al respaldo de la modelo, la del mantón de manila sobre el cual descansa la maja, la de los almohadones de raso donde apoya su cabeza, son un resumen de lo estudiado en el curso de ropaje. Pasamos ahora a la parte de figura humana donde podemos observar el tratamiento cuidadoso de la anatomía, de las proporciones, de las distintas texturas de la piel, del pelo, de las uñas y los ojos. Se observa la maestría en el manejo de la luz sobre todos los elementos, en un estudio cerrado. En síntesis, la obra es una muestra de la academia en todo su esplendor, donde el Maestro rinde homenaje a Goya, Velázquez y Manet dejando vislumbrar la influencia que han ejercido sobre él, estos tres grandes pintores. Dichas influencias le acompañarán en obras posteriores principalmente en muchos de sus retratos y temas costumbristas en interiores a las que él agregará sus propias innovaciones.
En 1927 a su regreso a Colombia, exhibió su trabajo en la Academia de la Lengua. Abrió su taller en el segundo piso del teatro Faenza. Allí pintó muchas jóvenes bogotanas como a Doña Inés Delgado Padilla, quien luego fuera su esposa, Emilia Nieto, María Delgado, Carmen Camacho y muchas otras. No solo trabajaba retratos sino también interiores bodegones y paisajes. Estos últimos los desarrollaba de sus pequeños apuntes tomados de diferentes sitios de las zonas rurales y urbanas. Pintó también, por comisión de la Academia Colombiana de Historia, un retrato del fundador de Bogotá, don Gonzalo Jiménez de Quesada.
El 10 de febrero de 1928 fue nombrado profesor de estudios preparatorios de colorido en la Escuela Nacional de Bellas Artes de Bogotá. Ese mismo año, el 8 de septiembre de 1928 Contrajo matrimonio con doña Inés Delgado Padilla, hija de don Samuel Jorge Delgado oriundo de Pasto Nariño, político y empresario de gran prestigio, fundador de la empresa harinera Molino Dagua S.A. en Dagua , municipio del Valle del Cauca; y de doña Isabel Padilla de Delgado, nacida en Vélez, Santander. Doña Inés, bogotána, estudió pintura en Bruselas y fue discípula estrella del maestro Marcel Hess. 
Al iniciar su vida matrimonial, Gómez Campuzano le insistió a su esposa el seguir trabajando simultáneamente con él en el campo de la pintura. Esto no duró mucho tiempo, pues ella decidió hacerse cargo de todo lo que pudiera distraer al maestro de su trabajo. Le servía de modelo; le acompañaba al campo a tomar sus apuntes; le daba opiniones sobre su trabajo pues era una crítica estricta y certera; se encargó de todo lo referente a la casa, a la consecución de los materiales para su pintura y la organización de sus exposiciones. En ningún momento esto significó que él se desentendiera de sus obligaciones como jefe del hogar y como padre de sus siete hijos: Inés, Isabel, Beatriz, Ricardo, Ma. Cecilia, Margarita y Lucía. Una especie de acuerdo se fue formando entre ellos a medida que transcurrieron sus vidas, complementándose mutuamente. Gracias a ese modus vivendi, él pudo realizar ese trabajo extenso en la forma en que lo veremos a medida que transcurran estas páginas. “Detrás de un gran hombre siempre hay una gran mujer”.

## Estilo pictórico
Fue profesor de pintura de la Escuela de Bellas Artes de Bogotá. Ilustró las portadas de la Revista "Cromos".
Ricardo Gómez Campuzano se mantuvo dentro de la escuela del arte figurativo, sin hacer incursiones en el campo de la pintura moderna por no sentir esta nueva orientación del arte. Su colorido es, en general, brillante, como el de la mayoría de los pintores de la Escuela de San Fernando en Madrid. Sus temas preferidos han sido los paisajes colombianos y los retratos.
Fue contemporáneo, colaboró y fue amigo de Guillermo Wiedemann, Luis Alberto Acuña y Santiago Martínez Delgado
Se puede considerar como uno de los pintores colombianos más prolíficos del siglo XX. Pintó en todos los géneros: retrato, paisaje rural, paisaje urbano paisaje marino, costumbrismo, bodegón, interiores, temas con animales, históricos, de industria y por último, temas para ilustración. Con excepción de muchos retratos, bodegones y algunos paisajes, el resto de los temas los trabajó a partir de pequeños bocetos los cuales él denominó APUNTES; los tomaba del sitio con la luz del momento, en su gran mayoría al óleo, el resto a lápiz. Estos son trabajos rápidos y frescos que contienen la información suficiente para luego ser desarrollados en el estudio. La hechura de los apuntes al natural la hizo a al usanza de la Escuela de Barbizón.
Esta Escuela estaba conformada por un grupo de pintores franceses amantes de la naturaleza quienes se reunieron y se establecieron en un pueblito llamado Barbizón, cerca de París y del bosque de Fontainebleu. Representaban el paisaje recogido directamente de la naturaleza al aire libre; rechazaron lo convencional de la Academia. Constable y Turner tuvieron una influencia definitiva sobre estos pintores quienes se dedicaron a plasmar en sus pinturas la impresión visual; fue así como se convirtieron en los precursores del Impresionismo, el primer Ismo del siglo XX en el campo de la pintura. Esta forma de pintar, llegó a territorio colombiano, a través de nuestros pintores formados en Europa, y también por Don Luis de Llano, paisajista español, quien vino a la escuela de Bellas Artes de Bogotá a dictar la cátedra de Paisaje junto con Don Andrés de Santamaría.
Ricardo Gómez Campuzano trabajó los estilos Académico e Impresionista; incursionó en el post impresionismo y el expresionismo. La gran mayoría de su obra es de estilo impresionista, influencia que se le atribuye a su maestro Joaquín Sorolla, profesor de pintura al aire libre y colorido en Madrid, España. Su material predilecto fue al óleo, aunque trabajó con suma maestría al carboncillo, a lápiz, al pastel y acuarela. R. Gómez Campuzano forma parte del grupo de pintores de la Escuela de la Sabana y su trabajo pertenece a la Escuela de la Sabana según Eduardo Serrano. Nuestros historiadores han dividido su obra en cuatro etapas: La primera, caracterizada por la influencia que tuvo con su maestro Ricardo Borrero Álvarez, y la Escuela de Bellas Artes en Bogotá; La segunda, su formación en España en la Escuela de San Fernando; la tercera, desde su regreso a Colombia hasta 1948; la cuarta, la influencia del Canadá sobre su obra y por último, desde su regreso a Colombia del Canadá hasta su muerte. Lo anterior es discutible pues no hay cambios bruscos en su trabajo en las tres cuartas partes de su vida artística; el maestro combinó los estilos a medida que se lo pidieron sus inquietudes. Hay una continua evolución y búsqueda de simplificación en su pintura desde el comienzo hasta el final. Fue muy fiel a sus convicciones en cuanto a temas y búsqueda de la luz y de simplificación de las formas; en los últimos años de su vida sufrió una novedad en la retina, lo cual influyó mucho en cuanto a sus formas y colores. Fue un estudioso de los pintores que influyeron en su obra; siempre tenía un libro abierto de consulta sobre uno u otro. Se interesó en la perspectiva de Durero, el luminismo de Tiépolo, el tenebrismo y claro oscuro de Caravaggio, el trabajo de Rafael, Rubens, Goya, el tratamiento de la luz de Velázquez, los niños de Murillo, las Madonas de Alonso Cano, el costumbrismo y la luminosidad del aire libre de Sorolla, las Manolas con sus mantones de Manila de Romero de Torres, el paisaje de Corot, el paisaje de su maestro Ricardo Borrero y también los nuevos ismos que fueron apareciendo en el siglo XX en el campo de la pintura durante su vida artística. Todas estas influencias repercuten en su obra
Dada la variedad de temas que trabajó, hemos resuelto catalogar su obra más por temas que por técnicas. Dedicaremos un espacio por separado para cada uno y en orden cronológico.

## Su carrera
Estudió en la Escuela de Bellas Artes de Bogotá, con Ricardo Acevedo Bernal.
En 1929 fue nombrado director de la Escuela de Bellas Artes de Bogotá, para reemplazar al maestro Roberto Pizano a raíz de su fallecimiento. Bajo su dirección se iniciaron las exposiciones permanentes en la Escuela y por primera vez se dieron clases. En 1942 expuso en Nueva York y California.
Se desempeñó como director, profesor de paisaje y colorido y director del Museo de Reproducciones de la Escuela de Bellas Artes. Luego de dos años de prestar sus servicios a esa entidad, se retiró para dedicarse de lleno a su pintura. Viajó por todo el país, recogiendo temas rurales y urbanos de todas las condiciones climáticas, retrató el pueblo colombiano abarcando todos los niveles sociales, pintó escenas costumbristas y recogió paisajes de industrias en desarrollo como La Colombiana de Tabaco en El Espinal, Molino Dagua en el Valle del Cauca y Cementos Samper en la Sabana de Bogotá. Realizó múltiples exposiciones en diferentes sitios: Los Ángeles California, Sevilla España, donde obtuvo Medalla de Oro, Palmira, Bogotá, Nueva York, Barranquilla, Cartagena, Manizales, Medellín, Pereira y su Casa Museo.
Se desplazó con toda su familia al Canadá en el año de 1948. Durante su estadía trabajó en todos los géneros paisaje, retrato, bodegón y algo de costumbrismo canadiense. Interpretó las cuatro estaciones en todas las horas del día, pintó retratos de personajes importantes de la política, de la industria y de la sociedad del Canadá en general. Realizó varias exposiciones en Ottawa, Montreal y Toronto. Tuvo una exposición permanentemente de su obra en la galería de arte de los almacenes Eatons, la cual se clausuró cuando sus hijos terminaron sus estudios en el Canadá.
Regresó a Colombia en el año 1951. Pasó primero a Cali y Palmira, donde pintó infinidad de apuntes del Río Cauca, de la Hacienda Galicia y de todas las poblaciones vecinas a Cali. Finalmente se dirigió a Bogotá. En su estudio, trabajó intensamente todos los temas traídos del Canadá y del Valle del Cauca, sin dejar a un lado sus salidas al campo para tomar apuntes del sector Cundiboyacense, Santander, Mariquita, Santafé de Antioquia y La Ceja.
En 1964 viajó a España, presentó una exposición en el Salón Goya del Círculo de bellas artes de Madrid, donde recibió una calurosa acogida por la calidad de su trabajo y por ser el regreso de un alumno de la Escuela de San Fernando después de 35 años de ausencia. Permaneció en España durante un año; visitó pueblitos en distintas provincias de donde tomó millares de apuntes para desarrollarlos luego. Regresó a Colombia en 1965.
Este mismo año, restauró el cuadro Nariño en la Campaña del Sur pintado por él. Esta obra fue parcialmente quemada durante el motín del 9 de abril de 1948 en las instalaciones de la Gobernación de Bogotá. Durante los años siguientes siguió trabajando sin dejar de exponer su trabajo hasta más de dos veces por año en distintas ciudades del territorio nacional. A partir de la apertura del Museo Nacional en la nueva sede del Panóptico, dirigido por Doña Teresa Cuervo, expuso su obra periódicamente en ese recinto; Doña Teresa, el Maestro e Inesita compartían intereses culturales, fueron grandes amigos, y ella abrió las puertas del Museo incondicionalmente al maestro para que presentara sus exposiciones. Viajó a Medellín por un período de más de un mes para trabajar la carpeta de rincones antioqueños que le fue encargada por Cadenalco, la que se publicó el Año de 1970 y que consta de 11 obras de varios formatos. 
En el año de 1976 inauguró la Asociación Cultural Ricardo Gómez Campuzano con su propia sede en su Casa Museo Ricardo Gómez Campuzano. Su objetivo era el de desarrollar programas culturales en beneficio de la comunidad, promover nuevos artistas no sólo en el campo de la pintura sino en la música, la escultura, la literatura y todo lo que tuviera que ver con las artes en general. 
Otro propósito primordial era el de tener una exposición permanente de la obra de R. Gómez Campuzano para que pudiera ser apreciada para goce de todo el público en general. La inauguración se llevó a cabo con un concierto del joven guitarrista colombiano, Roberto Barragán. 
Hacia 1979, comenzó a sufrir una novedad en la retina, por lo cual se vio obligado a usar lentes de contacto. Con frecuencia los perdió y es fácil suponer que muchos de los extraviados están pegados con la pintura a sus cuadros realizados desde esa época hasta su muerte. Fue condecorado este mismo año con la Cruz de Boyacá por el Dr. Diego Uribe Vargas Canciller de la República de Colombia en ese entonces. Murió el 12 de octubre de 1981 en su casa estudio, y se encuentra sepultado junto con su esposa fallecida el 28 de enero de 1991, en el Cementerio Jardines del Recuerdo en Bogotá, sección Jardines de Jetsemaní.